# Nigriniano
Marco Aurelio Nigriniano (en latín, Marcus Aurelius Nigrinianus), conocido como Nigriniano (m. 284/285), era probablemente hijo del emperador romano Carino y heredero del trono, y nieto del emperador romano Caro, quien fundó su familia imperial. 

## Biografía
No se sabe mucho de él. Se supone que la esposa de Carino, Magnia Úrbica, era su madre, pero se ha propuesto que en realidad era hijo de Aurelia Paulina, hermana de Carino y, por lo tanto, era sobrino materno de dicho emperador. 
Su familia accedió a la púrpura imperial en 282, al ser proclamado emperador Caro. Poco después, moriría y sus hijos Numeriano y Carino ascenderían al poder como emperadores. Sin embargo, el reinado de la dinastía fue corto, entre 282 y 285.
Nigriniano murió en la infancia, probablemente a finales de 284 o principios de 285. Después de su muerte, fue divinizado.
Poco después, Carino fue derrotado en la Batalla del Margus (285) y pereció, poniendo fin a la breve dinastía.